# Улучшенный кипящий водяной реактор

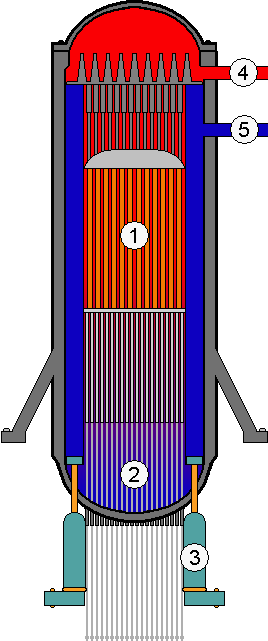
Активная зона ABWR
1 - ядро реактора
2 - управляющие стержни
3 - внутренний водяной насос
4 - выход пара
5 - вход воды

Улу́чшенный кипя́щий я́дерный реа́ктор (англ. Advanced Boiling Water Reactor (ABWR)) — третье поколение кипящих ядерных реакторов (англ. Boiling Water Reactor (BWR)), в которых пароводяную смесь получают в активной зоне.
ABWR имеют многочисленные улучшения и изменения, по сравнению с  реакторами второго поколения BWR. Они включают в себя улучшенную топливную технологию, лучшие тепловую эффективность и систему пассивной безопасности, сокращение стоимости строительства и обслуживания. Улучшения в технологии привели к увеличению сроков эксплуатации реактора до 60 лет, по сравнению с 40 годами для реакторов второго поколения.
Мощность стандартного блока ABWR составляет 1350 МВт.
Первый ABWR был построен в 1996 году в Японии на электростанции Касивадзаки-Карива (яп. 柏崎刈羽原子力発電所). Реакторы этого типа строились в Японии, на Тайване, в США. Конкуренцию им составляют реакторы ESBWR (Economic Simplified BWR) (Экономичный упрощенный кипящий ядерный реактор) и реакторы поколения 3+.
В настоящее время реакторы этого типа предлагаются компаниями GE Hitachi Nuclear Energy и Toshiba.

## Отличительные особенности
По сравнению с предыдущим поколением реактор этого типа отличают следующие особенности:
- Добавление 10 насосов рециркуляции в нижней части корпуса реактора, улучшает производительность системы охлаждения при избавлении от сложных трубопроводных соединений: петель рециркуляции в прежних BWR. Производительность каждого 6912 м³/ч.
- Система управления регулирующими стержнями теперь оснащена системой точного привода, что улучшает точность перемещений стержня без потери функции быстрого аварийного ввода стержней в активную зону, что необходимо для безопасности.
- Цифровая система управления защитой с многократным резервированием позволяет идентифицировать случаи ложных срабатываний датчиков более точно.
- Улучшенная система очистки теплоносителя — отвечает за полное удаление поглотителей нейтронов из циркулирующей воды.
- Улучшенная система аварийного охлаждения реактора.

## Эксплуатация
АЭС, на которых установлены реакторы этого типа
- АЭС Касивадзаки-Карива (Япония): блоки 6 и 7
- АЭС Хамаока (Япония): блок 5
- АЭС Сика (Япония): блок 2

Были запланированы
- АЭС Симане (Япония): блок 3
- АЭС Ома (Япония): блок 1
- АЭС Лунгмень (Тайвань): блоки 1 и 2